# John Layfield
John Charles Layfield, meglio conosciuto come Bradshaw e John "Bradshaw" Layfield (abbreviato in JBL) (Sweetwater, 29 novembre 1966), è un ex wrestler e imprenditore statunitense sotto contratto con la WWE.
Layfield iniziò la sua carriera nel mondo del wrestling nei primi anni novanta, combattendo in varie federazioni indipendenti americane con il ring name Blackjack Bradshaw. Nel gennaio del 1996 firmò un contratto con la World Wrestling Federation; in questo periodo lottò in tag team con Ron Simmons, con il quale poco dopo formò l'Acolytes Protection Agency. In seguito al ritiro di Simmons nel marzo del 2004, Layfield assunse la gimmick di un ricco uomo d'affari texano e iniziò a farsi chiamare John "Bradshaw" Layfield.
In WWF/E ha vinto una volta il WWE Championship, una volta l'Intercontinental Championship, una volta lo United States Championship, una volta l'European Championship, diciotto volte l'Hardcore Championship e tre volte il World Tag Team Championship (con Ron Simmons), risultando essere il decimo wrestler della storia ad aver completato il Grand Slam (formato originale). Nel 2021 è stato introdotto nella WWE Hall of Fame.

## Carriera nel football americano
Prima di intraprendere una carriera nel wrestling professionistico, John Layfield fu un giocatore di football americano per l'Abilene Christian University, dove occupò il ruolo di offensive tackle e giocò nella lega chiamata Lone Star Conference come junior e senior. Successivamente firmò con i Los Angeles Raiders, ma venne svincolato dalla franchigia prima dell'inizio della stagione 1990 e passò quindi ai San Antonio Riders.

## Carriera nel wrestling

### Global Wrestling Federation (1992–1994)
Layfield fu allenato da Brad Rheingans e iniziò a lottare nella Global Wrestling Federation in Texas, acquisendo il nome di John Hawk con la gimmick del cugino dei fratelli Windham. Successivamente, si alleò con Bobby Duncum Jr. formando i "Texas Mustangs", con cui vinse il GWF Tag Team Championship sconfiggendo i Rough Riders (Black Bart e Johnny Mantell) il 27 novembre, per poi perderli il 29 gennaio 1993 contro i Bad Breed (Ian Rotten e Axl Rotten). Il 25 dicembre, Hawk e Black Bart vinsero per la seconda volta il GWF Tag Team Championship sconfiggendo Steve Dane e Chaz Taylor, che persero il 3 giugno 1994 contro i Fabulous Freebirds (Jimmy Garvin e Terry Gordy).

### Circuito indipendente (1993–1995)
Nel gennaio del 1993, Layfield si trasferì in Giappone per lottare nella Network Of Wrestling di George e Shunji Takano. Più tardi nello stesso anno, lottò in Messico nella Consejo Mundial de Lucha Libre con il nome di Vampiro Americano spesso in coppia con Vampiro Canadiense. Inoltre lottò nella Federacion Internacional de Lucha Libre, dove vinse il titolo mondiale. Nel marzo del 1995, tornò in Giappone e firmò un contratto con la Wrestle Association R di Genichiro Tenryu, dove lottò con il nome di Death Mask. Nel dicembre del 1995 prima di approdare nella World Wrestling Federation, avrebbe dovuto combattere nella Smoky Mountain Wrestling affrontando Buddy Landel, ma ciò non accadde poiché la federazione chiuse nel mese di novembre.

### National Wrestling Alliance (1994–1995)
In seguito alla chiusura della GWF nel settembre del 1994, firmò un contratto con la National Wrestling Alliance. Il 14 gennaio 1995, sconfisse Kevin Von Erich conquistando l'NWA North American Heavyweight Championship. Perse il titolo due mesi dopo contro Greg Valentine.

### World Wrestling Federation/Entertainment (1995–presente)

#### Primi anni (1995–1997)
Dopo aver lottato per tre anni e mezzo nel circuito indipendente, nel 1995 firmò un contratto con la World Wrestling Federation. Debuttò nella puntata di Superstars of Wrestling del 27 gennaio 1996 come Justin "Hawk" Bradshaw sconfiggendo Bob Holly. La sua gimmick era quella di un duro cowboy (simile a quella di Stan Hansen), con Uncle Zebakiah come manager. Dopo aver vinto i suoi match, marchiava i suoi avversari con la sigla "JB" in inchiostro. Bradshaw rimase imbattuto per tre mesi fino alla sconfitta contro The Undertaker per squalifica nella puntata di Raw del 1º aprile. Il 22 settembre, perse contro Savio Vega in un Caribbean Strap match a In Your House 10: Mind Games.

#### The New Blackjacks (1997–1998)
Nel febbraio 1997, si alleò con Barry Windham per formare i New Blackjacks. Nello stesso anno, Layfield lottò in competizione singola nella United States Wrestling Association. Durante la sua permanenza in USWA aiutò il suo ex manager, Dutch Mantel (Uncle Zebekiah in WWF), a sconfiggere Jerry Lawler in un match valevole per l'USWA Unified World Heavyweight Championship.
Nel corso dell'anno, Wiindham si infortunò e il team si sciolse e Layfield tornò a lottare da singolo come Blackjack Bradshaw e qualche volta in coppia con Terry Funk. Ricevette un'opportunità titolata per l'NWA North American Heavyweight Championship sconfiggendo Jeff Jarrett per squalifica a No Way Out of Texas: In Your House. Nel 1998, fu relegato al ruolo di midcarder affrontando Marc Mero a Mayhem, i Kaientai (Dick Togo, Men's Teioh e Funaki) in coppia con Taka Michinoku in un Handicap match a Over the Edge: In Your House, e Vader in un Falls Count Anywhere match a Breakdown: In Your House.

#### Acolytes Protection Agency (1998–2002)

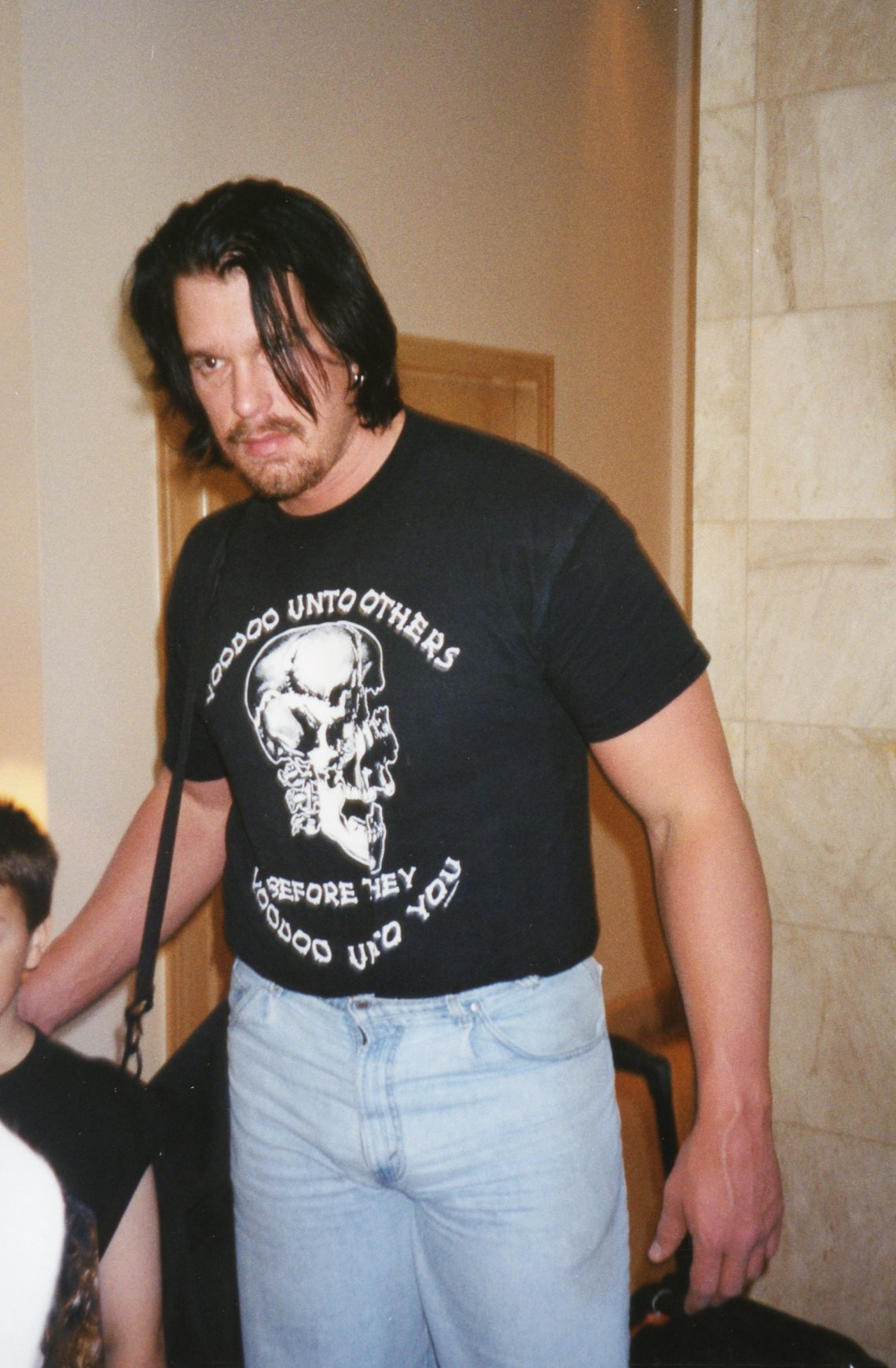
Bradshaw negli anni novanta

Nella puntata di Sunday Night Heat antecedente alle Survivor Series, Bradshaw si alleò con Faarooq formando gli Acolytes, un duo gotico con dei simboli occulti disegnati sul loro petto, e il disegno di Yog-Sothoth sulle loro tenute con Jackyl nel ruolo di manager. Dopo l'abbandono di Jackyl, Bradshaw e Faarooq si unirono al Ministry of Darkness di The Undertaker. Il Ministry of Darkness iniziò poi una rivalità con la Corporation che portò successivamente alla fusione tra le due stable formando il Corporate Ministry, che si sciolse dopo la vittoria di Steve Austin contro The Undertaker a Fully Loaded.
Nella puntata di Raw del 31 maggio, gli Acolytes sconfisero Kane e X-Pac conquistando il WWF Tag Team Championship. Il 5 luglio a Raw, persero il titolo contro gli Hardy Boyz (Matt e Jeff Hardy), per poi riconquistarlo sconfiggendo gli stessi e il loro manager Michael Hayes a Fully Loaded. Due settimane dopo, persero il titolo contro Kane e X-Pac.
Gli Acolytes divennero face modificando i loro personaggi abbandonando lo stile gotico e iniziarono a fumare sigari, vestendosi in jeans e t-shirt cambiarono il loro nome in "Acolytes Protection Agency" (A.P.A) usando il motto "Because we need beer money" (Perché ci servono soldi per la birra). Gli APA ottennero un'opportunità titolata al WWF Tag Team Championship dei New Age Outlaws fallendo l'assalto al titolo il 23 gennaio a Royal Rumble. Dopo non essere riusciti a conquistare il titolo di coppia durante il resto dell'anno, gli APA conquistarono per la terza volta il WWF Tag Team Championship nella puntata di Raw del 9 luglio 2001 sconfiggendo i Dudley Boyz. Nella puntata di SmackDown! del 9 agosto, persero il titolo contro Diamond Dallas Page e Chris Kanyon.
Nella puntata di Raw del 22 ottobre Bradshaw sconfisse The Hurricane in un match con palio l'European Championship, primo titolo in competizione singola. Bradshaw rimase campione per dieci giorni, per poi perdere il titolo il 1º novembre contro Christian a SmackDown!. Il 17 febbraio 2002 a No Way Out, gli APA vinsero un tag team turmoil match, ottenendo un'opportunità titolata per il WWF Tag Team Championship contro i campioni Billy e Chuck a WrestleMania X8 in un four corners elimination match che includeva anche gli Hardy e Dudley Boyz, vinto dai campioni in carica.

#### Competizione singola (2002–2003)

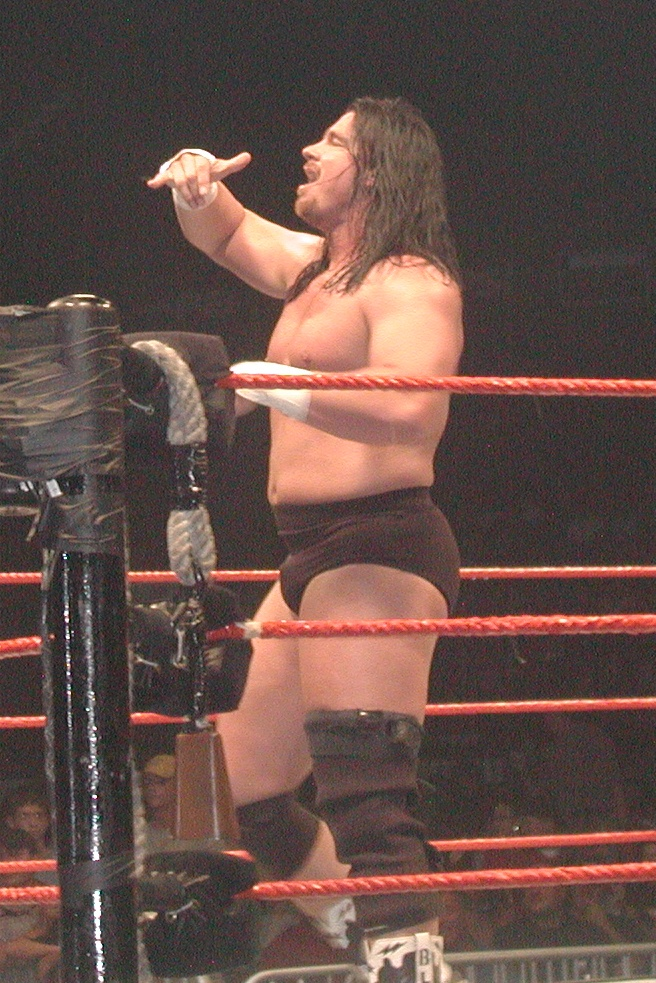
Bradshaw nel 2002

Dopo WrestleMania, Bradshaw e Faarooq si divisero a causa della Brand Extension. Bradshaw venne spostato a Raw, dove modificò leggermente il personaggio del cowboy portando con sé un campanaccio. Aiutò Steve Austin nella sua rivalità con il New World Order, iniziando una breve rivalità con Scott Hall che si concluse con la vittoria di Hall il 21 aprile a Backlash. Dopo l'abbandono di Steve Austin, Bradshaw lottò nella divisione hardcore vincendo l'Hardcore Championship per diciotto volte che rinominò "Texas Hardcore Championship" e cambiò il nome della sua mossa finale Clothesline From Hell in Clothesline From Texas o Clothesline From Deep in the Heart of Texas.
Nella divisione hardcore, vinse e perse il titolo diverse volte contro wrestler come Steven Richards, Shawn Stasiak, Raven, Christopher Nowinski, Big Show, Justin Credible, Johnny Stamboli, Crash Holly, Jeff Hardy e Tommy Dreamer, prima che fosse unificato con l'Intercontinental Championship da Rob Van Dam nel mese di agosto. Nel mese di settembre, subì un infortunio al muscolo bicipite brachiale sinistro in un house show.

#### Reunion degli APA (2003–2004)
Bradshaw tornò insieme a Faarooq riformando gli APA nella puntata di SmackDown! del 19 giugno 2003 salvando The Undertaker dall'attacco di Chuck Palumbo e Johnny Stamboli. In quel periodo, Bradshaw cambiò look - con capelli corti e senza barba. Il 27 luglio a Vengeance, vinse un bar brawl room che includeva Faarooq e altri wrestler. Iniziò poi una breve rivalità con A-Train che sconfisse il 13 novembre a SmackDown, per poi perdere nella rivincita il 20 novembre sempre a SmackDown!.
Prese parte alla Royal Rumble 2004; entrò con il numero 5 e rimase sul ring per 38 secondi, venendo eliminato dal vincitore Chris Benoit. Dopo aver fallito nel tentativo di conquistare il WWE Tag Team Championship a WrestleMania XX, gli APA continuarono a lottare insieme fino alla puntata di SmackDown! del 18 marzo quando persero un "You're Fired" match valevole per il WWE Tag Team Championship contro Rikishi e Scotty 2 Hotty. Dopo il match, Bradshaw e Farooq dissero al General Manager Paul Heyman che non sarebbero stati licenziati, ma che avrebbero dato le dimissioni. Heyman affermò che se non avessero vinto il titolo solo Faarooq sarebbe stato licenziato, il quale disse ad Heyman che lui e Bradshaw avrebbero abbandonato la federazione. Tuttavia, Faarooq abbandonò gli APA dopo il rifiuto di Bradshaw che divenne un heel. L'angle fu messo in atto in quanto Simmons decise di lasciare la federazione.

#### WWE Championship (2004–2005)
Dopo il licenziamento di Faarooq, Bradshaw cambiò personaggio e divenne un ricco uomo d'affari indossando completi e un cappello da cowboy ispirato a J. R. Ewing iniziando a chiamarsi John "Bradshaw" Layfield, spesso abbreviato in JBL. Dopo aver vinto il "Great American Award", Layfield divenne il primo sfidante al WWE Championship iniziando una rivalità con Eddie Guerrero e il 16 maggio a Judgment Day sconfisse il campione per squalifica, che però mantenne il titolo. JBL vinse il WWE Championship in maniera controversa in un Texas Bull Rope match a The Great American Bash: la decisione iniziale della vittoria di Guerrero fu invertita dall'allora general manager di SmackDown! Kurt Angle, dando la vittoria del match e il titolo a JBL dopo che un replay mostrò che quest'ultimo aveva toccato il quarto angolo prima di Guerrero. JBL vinse la rivincita in uno steel cage match due settimane più tardi a SmackDown!, ancora una volta con l'aiuto di Angle.

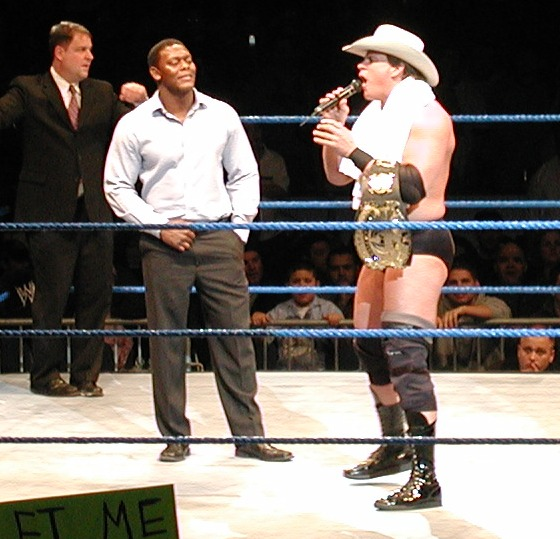
JBL e Orlando Jordan

Dopo aver affermato che non avrebbe difeso il titolo a SummerSlam, venne sfidato per il titolo da The Undertaker. In quel periodo JBL assunse Orlando Jordan per aiutarlo a difendere il titolo nei suoi match, che difese con successo a SummerSlam per squalifica; dopo il match The Undertaker eseguì una chokeslam ai danni del texano attraverso il tetto della sua limousine.. Il general manager di SmackDown! Theodore Long sancì un Last Ride match per il titolo a No Mercy, dove JBL mantenne il titolo con l'aiuto di Heidenreich.
Anche se mantenne il titolo per molti mesi, la maggior parte dei match titolati vennero vinti in maniera controversa. Alle Survivor Series, sconfisse Booker T dopo averlo colpito con la cintura quando l'arbitro era steso. JBL sconfisse Eddie Guerrero, Booker T e The Undertaker in un fatal four-way match ad Armageddon dopo l'interferenza di Heidenreich, il quale permise a JBL di colpire Booker con la Clothesline From Hell e ottenere la vittoria per schienamento.
Durante il suo regno da campione, formò il Cabinet insieme a Orlando Jordan nel ruolo di "capo della sicurezza" e i Basham Brothers (Doug e Danny Basham) nei ruoli dei "co-segretari della difesa" fino al loro abbandono nella puntata di SmackDown! del 16 giugno 2005.
JBL difese con successo il titolo prima alla Royal Rumble dove sconfisse Big Show e Kurt Angle in un triple threat match, e poi contro Show in un Barbed Wire steel cage match a No Way Out. Nella successiva puntata di SmackDown! ebbe la sua "Celebration of Excellence", in cui lui e il Cabinet celebrarono il fatto che era diventato il più longevo detentore in carica del WWE Championship degli ultimi dieci anni, che venne interrotta da Big Show e dal nuovo primo sfidante John Cena.
Perse il WWE Championship contro Cena il 3 aprile a WrestleMania 21. L'ininterrotto regno di nove mesi di JBL, dalla durata di 280 giorni, fu pubblicizzato come il più lungo del decennio. Nella puntata di SmackDown! del 28 aprile, sconfisse Big Show, Booker T e Kurt Angle in un fatal four-way elimination match per ottenere un match valevole per il WWE Championship, nel quale fu sconfitto da Cena il 22 maggio a Judgment Day in un "I quit" match.
Apparve al pay-per-view ECW One Night Stand come membro di una "crociata" anti ECW: nel corso dell'evento JBL attaccò Blue Meanie. La WWE sfruttò l'occasione per riassumere Meanie e nella puntata di SmackDown! del 7 luglio JBL venne sconfitto da Meanie con l'aiuto dell'allora detentore del World Heavyweight Championship Batista, che era passato a SmackDown! per merito della draft lottery. JBL iniziò una rivalità con Batista per il titolo che sconfisse per squalifica il 24 luglio a The Great American Bash, per poi perdere le due rivincite seguenti il 21 agosto A SummerSlam e il 9 settembre a SmackDown! in un Texas Bull Rope match.
Dopo aver fallito l'assalto al World Heavyweight Championship, JBL iniziò una rivalità con Rey Mysterio dopo aver perso contro quest'ultimo il 16 settembre a SmackDown!; in quel periodo assunse Jillian Hall come sua consulente e sconfisse Mysterio nella rivincita il 9 ottobre a No Mercy.

#### United States Champion (2006)
All'inizio del 2006, iniziò una rivalità con The Boogeyman contro il quale perse il 29 gennaio alla Royal Rumble 2006. Dopo aver sconfitto Bobby Lashley il 19 febbraio a No Way Out, iniziò una rivalità con Chris Benoit che sconfisse conquistando lo United States Championship il 2 aprile a WrestleMania 22. Vinse anche la rivincita due settimane più tardi in uno steel cage match a SmackDown!; tuttavia la settimana seguente licenziò Jillian Hall dal ruolo di consulente a causa di un errore nello steel cage match e per non aver preparato un'adeguata celebrazione per lui.
Durante il regno come United States Champion, sfidò Rey Mysterio per il World Heavyweight Championship e nelle settimane seguenti, tentò di indebolire Mysterio facendoli affrontare diversi wrestler di sua scelta come Mark Henry, The Great Khali e Kane Il 21 maggio a Judgment Day, fu sconfitto da Mysterio.
Perse lo United States Championship contro Bobby Lashley il 26 maggio a SmackDown! e nella stessa notte perse una rivincita contro Mysterio con stipulazione speciale, ovvero in caso di sconfitta JBL si sarebbe dovuto ritirare. L'angle venne messo in atto per permettere a JBL di recuperare da un infortunio alla schiena.
L'11 giugno a One Night Stand, annunciò che avrebbe preso il posto di Tazz come nuovo commentatore di SmackDown! e debuttò il 16 giugno.

#### Varie faide e ritiro (2006–2009)

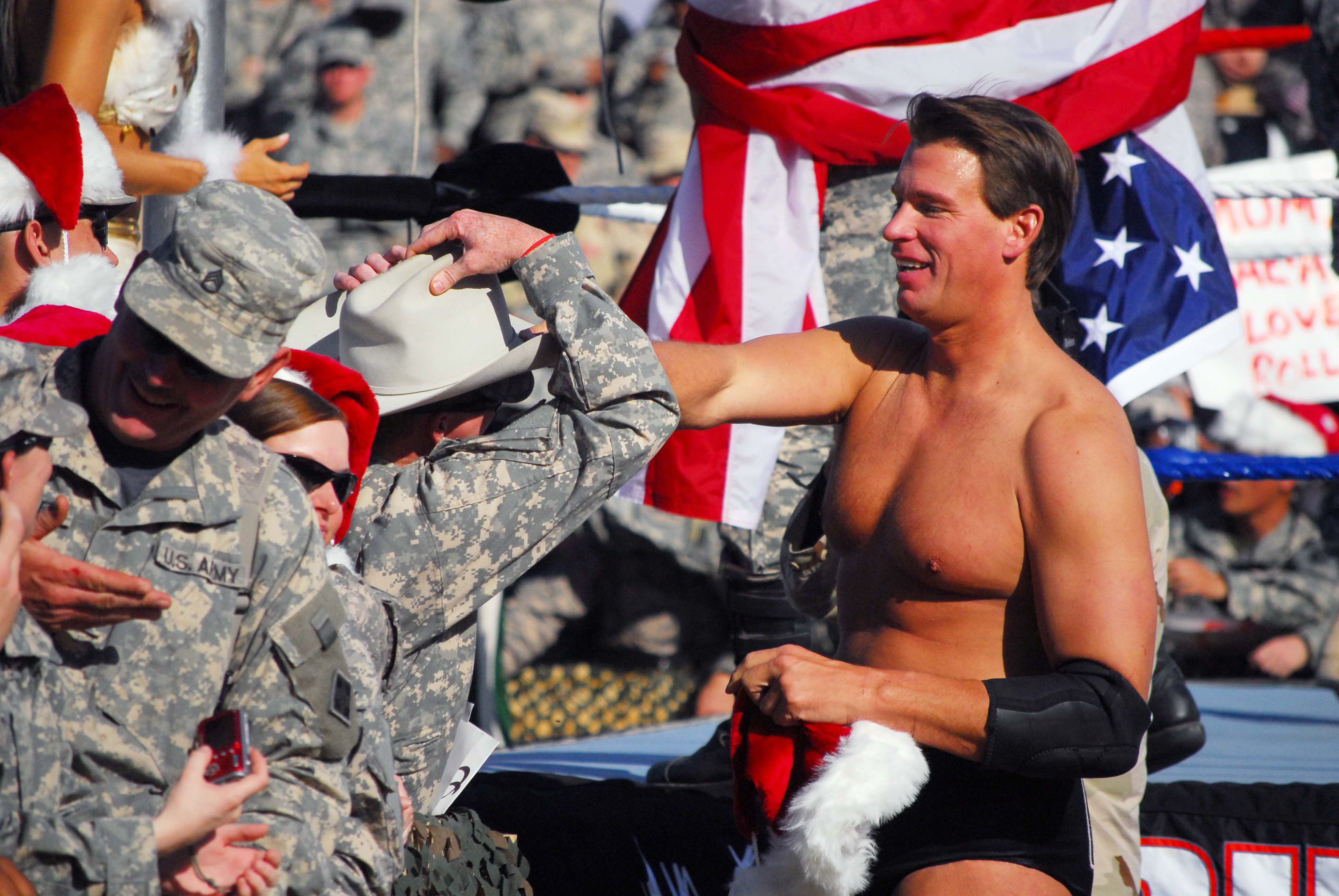
JBL al Tribute to the Troops 2008

Tornò a lottare il 13 novembre in un house show dove perse insieme a Mr. Kennedy e King Booker contro i Brothers of Destruction e Batista. Nella puntata di SmackDown! del 22 dicembre, fece un promo nei confronti di Theodore Long maledicendo anche il pubblico per aver acclamato l'Inferno match di Armageddon cinque giorni prima dicendo ("Roma non è caduta per colpa dei gladiatori sul campo di battaglia. Roma è caduta per colpa del pubblico sugli spalti").
Nella puntata di SmackDown! del 12 ottobre 2007, venne annunciato come uno degli arbitri da poter scegliere a Cyber Sunday nel match valevole per il World Heavyweight Championship tra Batista e The Undertaker ma perse il voto in favore di Steve Austin. A Cyber Sunday, ebbe un alterco con gli altri due arbitri per poi essere colpito da Austin con una Stunner. Nelle settimane successive al pay-per-view attaccò sia Batista che The Undertaker che a loro volta risposero rispettivamente con la Spear e Chokeslam. Layfield giustificò le azioni spiegando di "essersi ritirato, non di essere morto" (e che doveva essere rispettato).
Il 16 dicembre ad Armageddon durante il match valevole per il WWE Championship tra Randy Orton e Chris Jericho, il primo lanciò Jericho verso il tavolo di commento di SmackDown! dove JBL era seduto e successivamente Jericho lo spinse; qualche minuto dopo, Layfield colpì Jericho con un calcio provocando la squalifica di quest'ultimo e Orton mantenne il titolo. Iniziò una rivalità con Chris Jericho che sconfisse per squalifica il 27 gennaio alla Royal Rumble 2008, per poi perdere nella rivincita l'11 febbraio a Raw.
Nella puntata di Raw del 18 febbraio, interferì durante lo steel cage match tra Mr. McMahon e Hornswoggle lanciando quest'ultimo attraverso la gabbia. Successivamente, rivelò che Hornswoggle era il figlio di Finlay e non di McMahon. Il 30 marzo a WrestleMania XXIV, sconfisse Finlay in un Belfast Brawl.
Successivamente, prese parte al fatal four-way elimination match per il WWE Championship che includeva anche Randy Orton, John Cena e Triple H, venendo eliminato da Cena. Ciò portò una rivalità tra i due nella quale JBL perse contro Cena il 18 maggio a Judgment Day e il 1º giugno a One Night Stand in un First Blood match.
Dopo aver sconfitto Cena nella rivincita il 20 luglio a The Great American Bash in un Parking Lot Brawl, divenne il primo sfidante al World Heavyweight Championship di CM Punk dopo averlo battuto in un handicap match che includeva anche Chris Jericho. Nelle settimane successive, insultò lo stile di vita straight edge di Punk definendolo "noioso" e lo sfidò in un drink contest che Punk rifiutò. A SummerSlam, perse contro Punk. Il 7 settembre ad Unforgiven partecipò allo scramble match per il World Heavyweight Championship, vinto da Chris Jericho che aveva preso il posto di CM Punk, il quale era stato attaccato in precedenza da Randy Orton. A No Mercy, fu sconfitto da Batista in un match valevole per il ruolo di primo sfidante al World Heavyweight Championship.
Verso la fine del 2008 e inizio del 2009, iniziò una breve rivalità con Shawn Michaels perdendo alle Survivor Series in un five on five tag team elimination tag team match. il 14 dicembre ad Armageddon Michaels divenne un impiegato di Layfield a causa di una crisi finanziaria. Dopo essere costato a JBL l'opportunità titolata al World Heavyweight Championship di John Cena alla Royal Rumble 2009, Michaels sconfisse Layfield in un "All or Nothing" match il 15 febbraio a No Way Out continuando a ottenere il completo pagamento promesso da Layfield.
Il 9 marzo a Raw sconfisse CM Punk e vinse l'Intercontinental Championship e diventare il decimo Grand Slam e ventesimo Triple Crown. Detenne il titolo fino al 5 aprile a WrestleMania XXV dove fu sconfitto da Rey Mysterio in 21 secondi.

#### Apparizioni sporadiche (2009–2012)
JBL torna a Raw il 7 marzo 2011, scelto come arbitro speciale da Michael Cole per il suo match a WrestleMania XXVII. Viene però interrotto da Steve Austin il quale non gli permette di firmare il contratto per rendere ufficiale il suo ruolo di arbitro a WrestleMania, il quale ruolo verrà invece ricoperto dal Texas Rattlesnake, che colpisce JBL con una Stunner.
Il 23 luglio 2012, a Raw 1000, ritorna assieme a Faarooq come Bradshaw, riformando per una notte gli APA. Per l'occasione, esegue una Clothesline from Hell su Heath Slater.

#### Commentatore (2012–2017)
Il 16 settembre 2012, torna a Night of Champions per sostituire Jerry Lawler al tavolo dei commentatori.
Dal 9 settembre, diventa commentatore a tempo pieno di SmackDown (insieme a Michael Cole e successivamente Tom Phillips e Cole) e Raw (con Cole e Jerry Lawler). Il 26 settembre viene nominato dal COO della WWE Triple H nuovo General Manager di NXT.

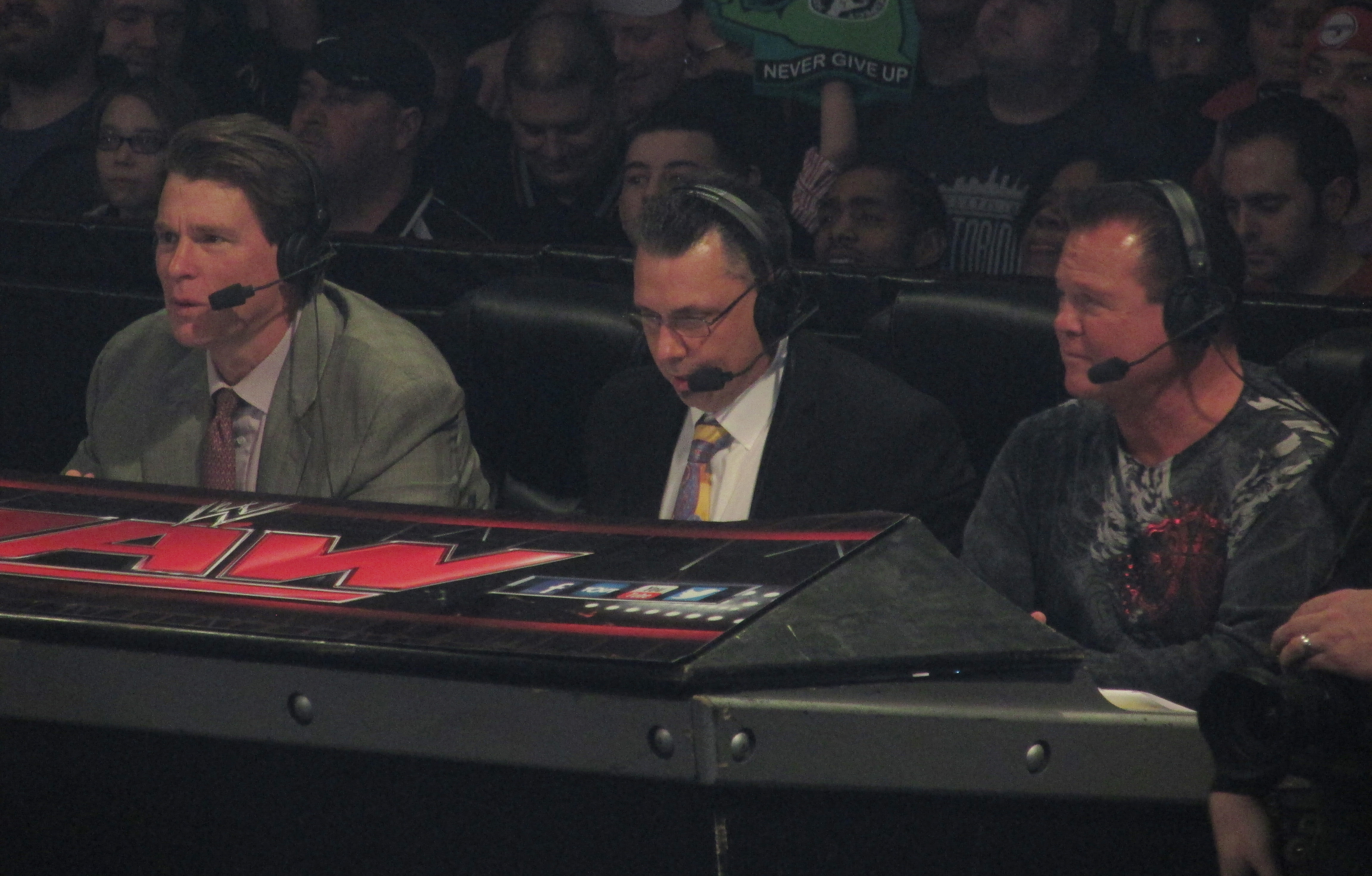
JBL, Michael Cole e Jerry Lawler a Raw nel 2014

Alla Royal Rumble 2014 entra con il numero 24 venendo eliminato immediatamente da Roman Reigns.
Nella puntata di Raw del 19 gennaio 2015 l'nWo sale sul ring per poi essere interrotti dagli Ascension. JBL si alza dal tavolo dei commentatori e si incammina nell'apron sbottonandosi la camicia facendo vedere che nella maglietta sotto aveva il logo dello storico team A.P.A. e così entra anche Faarooq nell'arena, quindi i due si abbracciano ed entrano nel ring. Dopodiché entrano pure i New Age Outlaws (Billy Gunn e Road Dogg) dopo un lungo periodo di assenza e attaccano gli Ascension; dopo JBL si fa avanti e colpisce Viktor con una Clothesline from Hell.
Nella puntata di Raw del 30 marzo JBL, Booker T e Michael Cole vengono brutalmente attaccati da Brock Lesnar dopo che Seth Rollins aveva rifiutato a questi un match per il WWE World Heavyweight Championship.
Il 1º settembre 2017 ha annunciato sul suo account Twitter la decisione di abbandonare il ruolo di commentatore di SmackDown per dedicarsi alla sua fondazione, occupata nel campo del sociale. Rimanendo, però, attivo come opinionista nei pre show dei pay-per-view.

#### Apparizioni sporadiche (2017–presente)
JBL ritorna inoltre, sempre come Bradshaw e insieme a Faarooq, il 22 gennaio 2018, durante la puntata speciale Raw 25 Years in occasione del venticinquesimo anniversario dello show, partecipando ad una comica partita a poker insieme a MVP, Heath Slater, Rhyno e altri wrestler.
Il 3 marzo 2020 è stata annunciata la futura introduzione di JBL nella WWE Hall of Fame, rimandata al 2021 a causa della pandemia di COVID-19.
Il 23 ottobre 2020, appare a Raw, come giudice corrotto da The Miz nel processo per determinare se Otis avrebbe dovuto combattere contro Miz con la valigetta del Money in the Bank in palio.
Il 17 ottobre 2022, a Raw, JBL apparve nelle vesti di manager di Baron Corbin, ma l'alleanza tra i due si sciolse il 6 febbraio 2023 dopo l'ennesima sconfitta di Corbin.

## Vita privata
Nel febbraio 2005 si è sposato in seconde nozze a Key West, in Florida con la sua compagna Meredith Whitney. Suo testimone di nozze è stato Eddie Guerrero, acerrimo rivale di Layfield in WWE ma che nella vita reale è stato un suo grande amico e ha aiutato attivamente JBL nel perfezionare il suo personaggio.
Ha preso parte a un evento di beneficenza che consiste nello scalare le montagne più alte di ogni continente. I proventi raccolti sono andati al "Bermuda's Family Center", che aiuta i bambini più sfortunati. Ha iniziato dal monte Elbrus in Russia, per poi proseguire con il massiccio Vinson (Antartide), l'Aconcagua (Argentina), il Denali (Alaska), il Kilimanjaro (Tanzania), il Puncak Jaya (Indonesia) il monte Bianco e l'Everest. A ogni montagna scalata ha piantato la bandiera della WWE.

## Altre attività
È un ospite fisso del programma The Cost of Freedom sul network statunitense Fox News Channel e ha precedentemente preso parte a diverse trasmissioni della CNBC. Ha inoltre scritto un best seller sulla pianificazione finanziaria dal titolo Have More Money Now. Conduce nel fine settimana un programma radiofonico sul network nazionale Talk Radio Network, nel quale discute della sua visione politica conservatrice. Ricopre inoltre il ruolo di vice presidente senior della Northeast Securities.

## Personaggio

### Mosse finali
- Clothesline from Hell (Lariat)
- JBL Bomb/Texas Bomb (Released powerbomb)

### Soprannomi
- "Big Texan"
- "The Wrestling God"

## Titoli e riconoscimenti

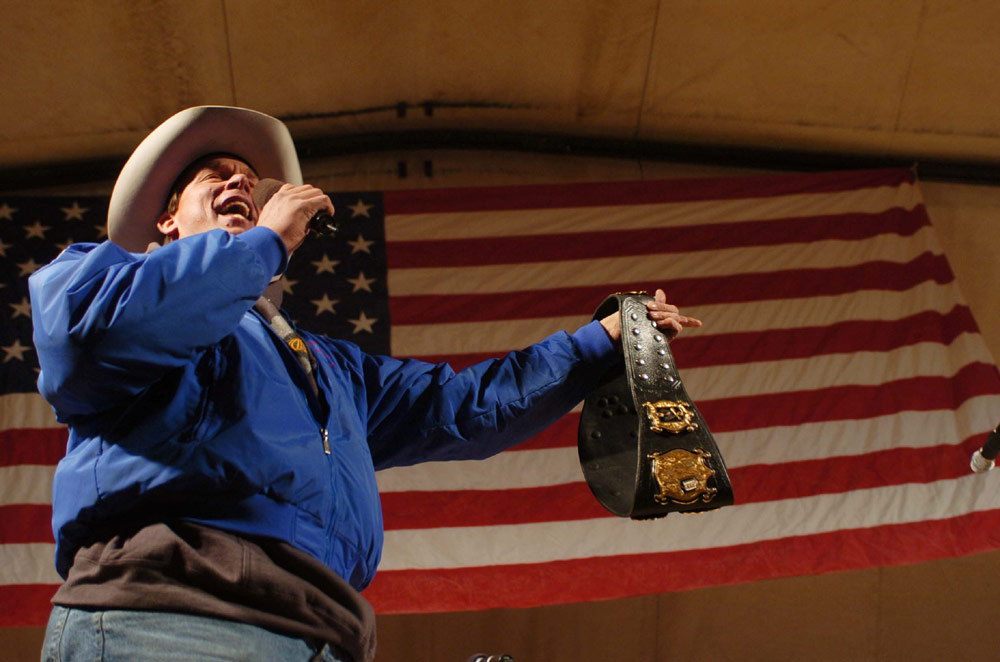
JBL con il WWE Championship, titolo che ha detenuto una volta

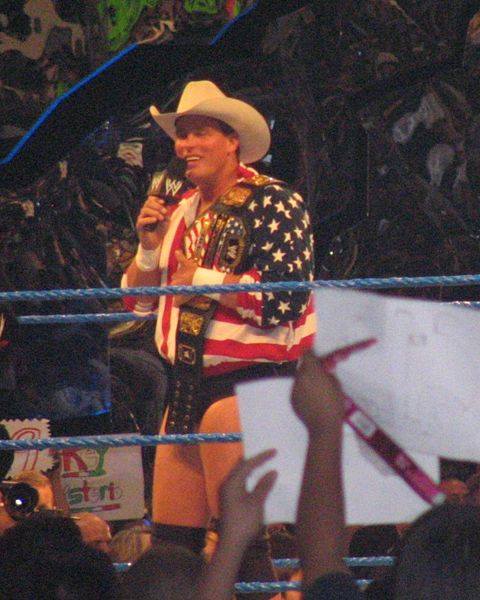
JBL con lo United States Championship, titolo che ha detenuto una volta

### Football americano
- Abilene Christian University
  - 1989 NCAA Division II All–American

### Wrestling professionistico
- Catch Wrestling Association
  - CWA World Tag Team Championship (1) – con Cannonball Grizzly
- Global Wrestling Federation
  - GWF Tag Team Championship (2) – con Black Bart (1) e Bobby Duncum Jr. (1)
- International Wrestling Institute and Museum
  - Lou Thesz Award (2012)
- Memphis Championship Wrestling
  - MCW Southern Tag Team Championship (1) – con Faarooq
- National Wrestling Alliance
  - NWA North American Heavyweight Championship (1)
- Ohio Valley Wrestling
  - OVW Southern Tag Team Championship (1) – con Ron Simmons
- Pro Wrestling Illustrated
  - 5º tra i 500 migliori wrestler singoli nella PWI 500 (2005)
  - 496º tra i 500 migliori wrestler singoli nella PWI 500 Years (2003)
- United States Wrestling Federation
  - USWF Tag Team Championship (1) – con The Equalizer
- World Wrestling Federation/Entertainment
  - WWE Hardcore Championship (18)[105]
  - WWF Tag Team Championship (3)[106] – con Faarooq
  - WWE Championship (1)[107]
  - WWE Intercontinental Championship (1)[108]
  - WWE United States Championship (1)[109]
  - WWF European Championship (1)[110]
  - WWE Hall of Fame (classe del 2020)
  - Triple Crown Champion
  - Grand Slam Champion
  - Slammy Award (1)
    - Favorite Web Show of the Year (edizione 2013) - con Michael Cole e Renee Young

- Wrestling Observer Newsletter
  - Best Gimmick (2004)
  - Worst Television Announcer (2014, 2015)
  - Worst Worked Match of the Year (2002) - con Trish Stratus vs. Christopher Nowinski e Jackie Gayda il 7 luglio a Raw
  - Most Disgusting Promotional Tactic (2014) - per aver insultato i fan che hanno acquistato i pay-per-view